# Nilivaara IS
Nilivaara IS är en idrottsförening från Nilivaara i Gällivare kommun i Lappland/Norrbottens län, bildad  2 april 1945. Föreningen är per 2022 främst inriktad på löpning och orientering men är även känd som en av Norrbottens främsta fotbollsföreningar under slutet av 1970- och början av 1980-talet.

## Löpning, orientering och skidor
Föreningen har sedan starten producerat skickliga löpare och skidlöpare, Nilivaara har blivit något av en lappländsk löparmetropol. En förklaring till detta är tillgången på terrängbanor av olika längd kring Nilivallen. Vintertid används terrängbanorna för längdskidåkning. Föreningens huvudverksamhet är numera löpning och orientering. Även skidsektionen är dock aktiv per 2022.

## Fotboll
Nilivaara IS deltog i seriespel för första gången säsongen 1957/1958. Under 1960-talet etablerade sig föreningen i division IV (motsvarande dagens division II). Efter andraplatser bakom Maif 1974 och IFK Kalix 1975 kunde laget vinna division IV Norrbotten norra 1976 en poäng före Kiruna FF och ta steget upp till division III.
Första säsongen i div. III Norra Norrland slutade med en femteplats, vilket följdes av en niondeplats 1978. Säsongen 1979 skulle komma att bli den bästa i föreningens historia då laget blandade sig i toppstriden, en serieseger skulle innebära kvalspel till dåvarande division II, motsvarande dagens Superettan. Laget utklassade det gamla storlaget IFK Luleå med 6-2 på hemmaplan och hade häng på västerbottniska Norsjö IF och Luleålaget Notviken i toppen fram till omgång 18 då man led ett oväntat nederlag borta mot Harads IF från Bodentrakten. När serien var färdigspelade parkerade Nilivaara lika fullt på en imponerande tredjeplats, vilket även innebar att man var tredje bästa lag i länet efter Notviken och Gammelstad (i div. II).
Säsongen 1980 blev en desto dystrare upplevelse, Nilivaara lyckades bara hålla Notviken bakom sig i tabellen och åkte ur division III. Laget vann dock division IV Norrbotten norra ånyo 1984 och tog åter steget upp till division III. Sejouren i division III blev dock endast ettårig enär laget slutade sist i 1985.
Redan säsongen 1986 åkte sedan Nilivaara ur fyran och höll sig därefter mestadels i division V fram till säsongen 2010. Säsongen 2010 är den senaste säsongen laget deltagit i seriespel, fotbollssektionen är därefter vilande.